# メビオファーム
メビオファーム株式会社(英文社名：Mebiopharm Co.,Ltd.)は、東京都に本社を置く創薬ベンチャー。
公募価格決定の仮条件は1200～1600円だったが、初日から売り気配が続き、初値である286円が付いたのは上場五日目である2011年7月22日だった。上場直前の2011年7月7日に当初予定していた公募増資を中止した。

## 事業内容
DDS技術のリボソーム化を応用した制癌剤等の開発をしている。トランスフェリンをリポソーム表面へ結合させる事で制癌剤の運搬を可能としている。
またヒト由来のGMPグレードのホロトランスフェリンを販売している。 

## 沿革
- 2002年（平成14年）7月15日 - 資本金1000万円で設立。
- 2004年（平成16年）2月 - 持田製薬からM76001に対してDDSの開発・評価を受ける。
- 2004年（平成16年）9月 - アメリカ合衆国に支社を設立。
- 2010年（平成22年） - 中国の北京泰徳製薬と提携。同時に3億円の第三者割当増資を実施し、北京泰徳製薬は第2位の株主となった。
- 2011年（平成23年）7月15日 - TOKYO AIM取引所に上場。
- 2012年（平成24年）7月 -  TOKYO AIMより東京証券取引所 TOKYO PRO Market市場に移行。
- 2013年（平成25年）6月7日 - 東京証券取引所 TOKYO PRO Market市場の上場廃止。